# Jiří Josef Camel
Jiří Josef Camel ou Kamel (Brno, Morávia, 21 de abril de 1661 – Manila, Filipinas, 2 de maio de 1706) foi membro da ordem dos jesuítas e botânico tcheco.

## Biografia
Entrou na Companhia de Jesus como irmão em 1682. Não foi ordenado como padre, embora às vezes fosse cognominado como "padre Camellus". Trabalhou na escola de farmácia de Brno, Jindřichův Hradec e Český Krumlov. Em 1683 foi enviado às Marianas e, em 1688, transferido para as Filipinas, onde residiu durante dezessete anos. Kamel estabeleceu uma farmácia em Manila, a primeira das Filipinas, que fornecia para as pessoas pobres remédios sem cobrar.
Carl von Linné (1707-1778) dedicou-lhe o gênero botânico das Camellia.
A Organização das Nações Unidas para a Educação, a Ciência e a Cultura (UNESCO) comemorou o aniversário de 300 anos de sua morte em 2006.

## Obras
É autor de 19 tratados sobre a fauna e a flora das Filipinas, que passaram a ser conhecidos na Europa. Envia-os à John Ray (1627-1705) para um parecer, que publica como anexo no terceiro volume da sua obra Historia Plantarum 1704. James Petiver (1663-1718) publica no seu jornal Gazophylacei naturae e artis (1702-1709) algum dos seus trabalhos, assim como os desenhos das plantas descritas por ele. Atualmente, mais de 400 desenhos estão  conservados no Museu Britânico e 260 na biblioteca da Universidade de Louvain.